# Процесс Дрелла — Яна
Процесс Дрелла — Яна происходит при адрон-адронном рассеянии на высоких энергиях. При этом кварк одного адрона и антикварк другого адрона аннигилируют, создавая виртуальный фотон или Z-бозон, который затем распадается на пару противоположно заряженных лептонов. Важно отметить, что энергия сталкивающейся пары кварк-антикварк может почти полностью преобразовываться в массу новых частиц. Этот процесс был впервые предложен Сидни Дреллом и Тцун-Мао Яном (англ. Tung-Mow Yan) в 1970 году, чтобы описать производство лептон-антилептонных пар в адронных столкновениях высоких энергий. Экспериментально этот процесс впервые наблюдали J. H. Christenson et al. в столкновениях протонов с ядрами урана на синхротроне AGS.